# Melangyna tsherepanovi
Melangyna tsherepanovi är en tvåvingeart som först beskrevs av Violovitsh 1965.  Melangyna tsherepanovi ingår i släktet flickblomflugor, och familjen blomflugor. Inga underarter finns listade i Catalogue of Life.